# تاداشي إير
تاداشي إير (باليابانية: 入江禎؛ بالكانا: いりえ ただし) هو مجرم ياباني، ولد في 9 ديسمبر 1944 في يواجيما في اليابان.